# نخل انباشته
نخل انباشته (نام علمی: Eleiodoxa) نام یک سرده از تبار نخل رونده است.